# Basil Cho Kyu-man
Basil Cho Kyu-man (coreano 조규만, nascido  em Poch'ŏn, Coreia do Sul, 8 de junho de 1955) é um clérigo sul-coreano e bispo católico romano de Wonju.
Basil Cho Kyu-man recebeu o Sacramento da Ordem em 26 de agosto de 1982 do Arcebispo de Seul, Cardeal Stephen Kim Sou-hwan.
Em 3 de janeiro de 2006, o Papa Bento XVI o nomeou bispo titular de Elephantaris in Proconsulari e o nomeou bispo auxiliar em Seul. O arcebispo de Seul, cardeal Nicolas Cheong Jin-suk, o consagrou bispo em 25 de janeiro do mesmo ano; Os co-consagradores foram os bispos auxiliares em Seul, Lucas Kim Un-hoe e Andrew Yeom Soo-jung. Basil Cho Kyu-man também é Vigário Geral da Arquidiocese de Seul.
O Papa Francisco o nomeou Bispo de Wonju em 31 de março de 2016.